# زنان در پیشاتاریخ

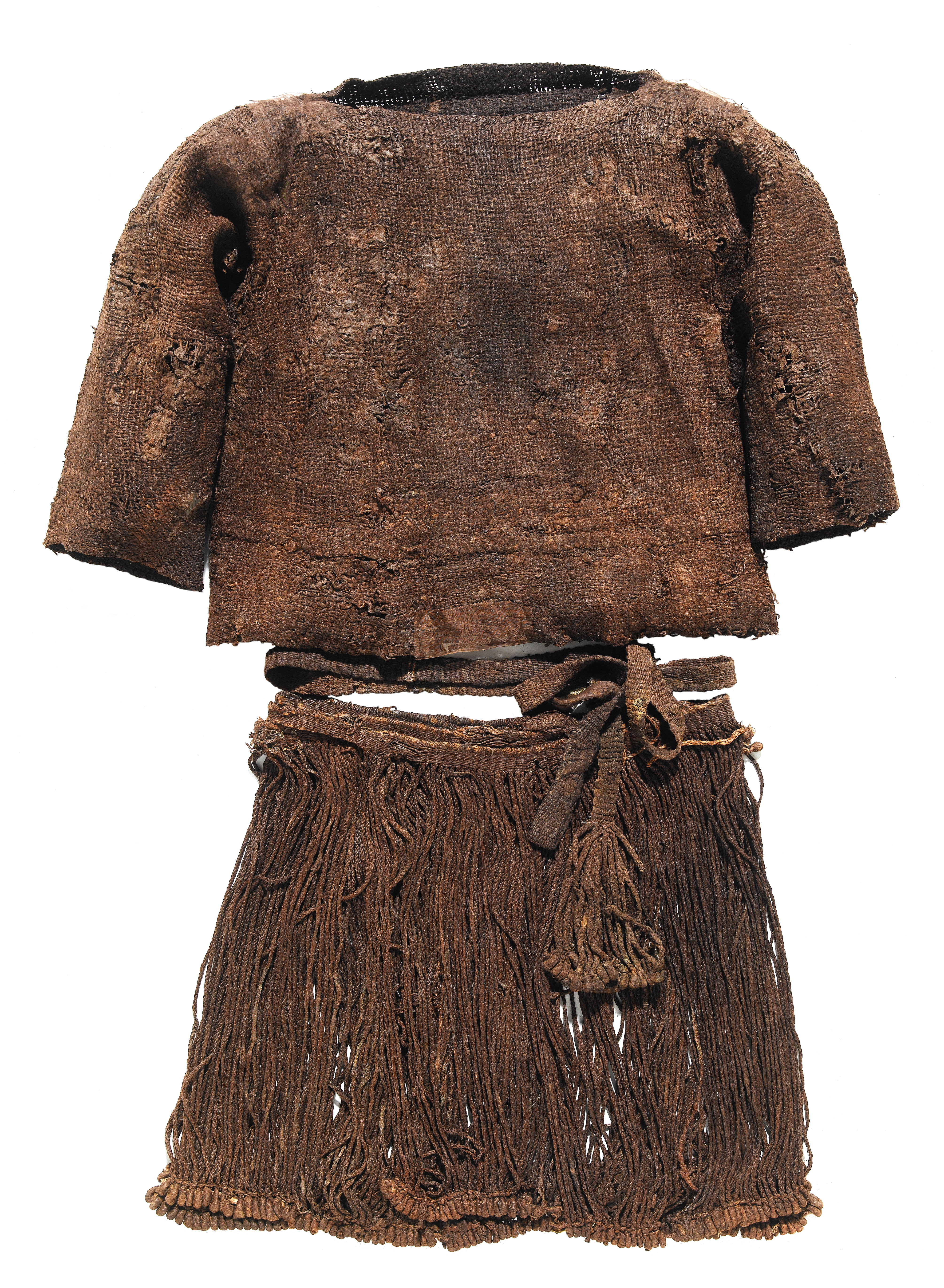
لباس تدفینی دختر اگتود، c. ۱۳۷۰ پیش از میلاد

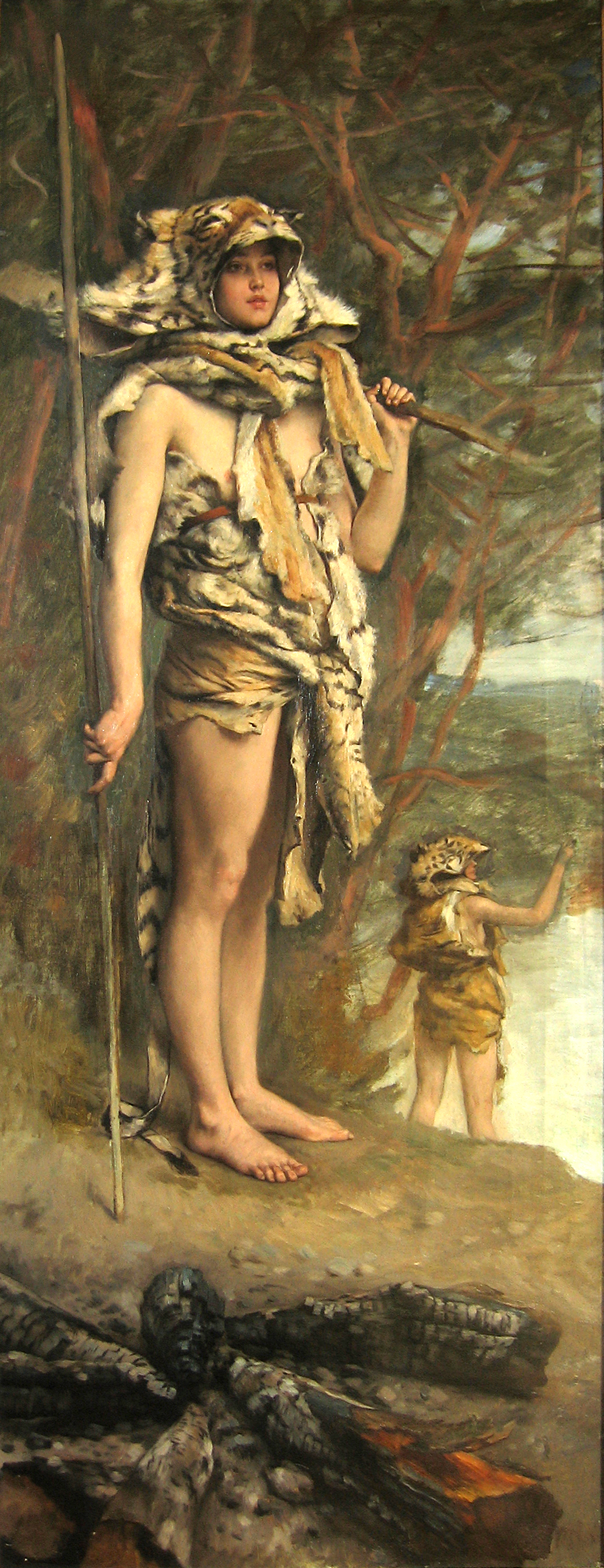
زن پیشاتاریخی اثر جیمز تیسو (۱۸۹۵)

تحقیقات گسترده‌ای در زمینه پیشاتاریخ به نقش زنان در جوامع پیشاتاریخی اختصاص یافته است. وظایفی که معمولاً توسط زنان انجام می‌شد، احتمالاً بخش مهمی از تقسیم کار جنسی را در ارتباط با فرزندپروری، گردآوری منابع و دیگر فعالیت‌های روزمره تشکیل می‌داد. با این حال، پژوهش‌های اخیر نشان داده‌اند که زنان نه تنها در شکار، بلکه در سایر فعالیت‌های جسمانی نیز نقشی فعال داشته‌اند، برخلاف نقش‌های صرفاً خانگی که به‌طور سنتی در جوامع مکتوب به آن‌ها نسبت داده شده است.
مطالعه زنان پیشاتاریخی مورد توجه ویژه باستان‌شناسی فمینیستی و باستان‌شناسی جنسیت قرار دارد، که در پی به چالش کشیدن فرضیات مردکانونی در باستان‌شناسی سنتی هستند.

## مردم‌شناسی

### مادرسالاری و مادرتباری
یکی از مباحث مورد اختلاف در مردم‌شناسی، از قرن نوزدهم به این سو، تفاوت احتمالی در وضعیت اجتماعی زنان پیشاتاریخی و معاصر است. اندیشمندانی مانند لوئیس مورگان، فریدریش انگلس و آگوست ببل، مادرتباری را با کمونیسم اولیه و پدرتباری را با فردگرایی، سرکوب و مالکیت خصوصی برابر دانسته‌اند. این دیدگاه‌ها استدلال می‌کنند که به دلیل فقدان یک خط قطعی نسب پدری و نبود تک‌همسری اجباری اجتماعی، جوامع پیشاتاریخی بر پایه مادرکانونی و مادری اشتراکی شکل گرفته بودند.
دیدگاه‌های مشابهی در دوران موج دوم فمینیسم پدیدار شد، به‌ویژه با افزایش مطالعات دربارهٔ اقامتگاه مادرزادی و دین مادرسالاری. ماریا گیمبوتاس نظریه‌ای دربارهٔ مادرسالاری دراروپای قدیم مطرح کرد، که به‌عنوان یک جامعه برابرگرا بعدها توسط مردم نیاهندواروپایی که پدرسالار و توسعه‌طلب بودند، مغلوب شد. با این حال، چنین تفسیرهایی به دلیل برداشت‌های سیاسی یا کمبود شواهد مادی مورد بحث و جدل قرار گرفته‌اند. برخی مانند مردم‌شناس کریس نایت، نظریه‌های سنتی را به دلیل تلاش‌های خودسرانه برای نادیده گرفتن شواهد آشکار مربوط به سنت‌های مادرتباری در جوامع قبیله‌ای معاصر، مورد انتقاد قرار داده‌اند.

### زن گردآورنده در برابر زن شکارچی
از دهه ۱۹۷۰ به بعد، دیدگاه علمی غالب دربارهٔ نقش‌های جنسیتی در شکارچی-گردآورنده بر مدل «مرد شکارچی، زن گردآورنده» استوار بود. این اصطلاح که در سال ۱۹۶۸ توسط انسان‌شناسان ریچارد بورشی لی و ایروین دوور ابداع شد، بیان می‌کرد که در میان جوامع شکارچی-گردآورندهٔ معاصر، تقسیم کار مشخصی بین زنان و مردان وجود دارد. با این حال، شواهد جدیدی که پژوهشگرانی مانند سارا لیسی و کارا اوکوباک گردآوری کرده‌اند، نشان می‌دهد که هیچ الگوی قطعی‌ای برای نقش‌های جنسیتی در جوامع شکارچی-گردآورنده مدرن وجود ندارد. پژوهش‌های باستان‌شناسی اخیر که توسط انسان‌شناس و باستان‌شناس، استیون کون، انجام شده است، نشان می‌دهد که تقسیم کار جنسیتی پیش از دورهٔ پارینه‌سنگی زبرین (۵۰٬۰۰۰ تا ۱۰٬۰۰۰ سال پیش) وجود نداشته و این پدیده نسبتاً متأخر در تاریخ بشر توسعه یافته است.
لیسی و اوکوباک به‌طور ویژه بر نقش استروژن در توانایی زنان در تأمین نیازهای روزمرهٔ بقا در جوامع ماقبل تاریخ تأکید کرده‌اند. برخلاف باور عمومی، تستوسترون تنها تأثیر قابل‌توجهی بر رشد ماهیچه اسکلتی دارد، در حالی که استروژن نیز تأثیر مشابهی بر این نوع ماهیچه‌ها دارد. ماهیچه‌های نوع ۲ برای فعالیت‌های کوتاه‌مدت و قدرتی مانند وزنه‌برداری یا پرتاب نیزه عملکرد بهتری دارند، در حالی که ماهیچه‌های نوع ۱ برای فعالیت‌های طولانی‌مدت و مبتنی بر استقامت، مانند «ماراتن»، بهتر عمل می‌کنند. ماهیچه‌های زنان از نظر مصرف انرژی کارآمدتر هستند که این امر نشان می‌دهد شکار پیگیرانه—که به عنوان یکی از مزایای اصلی تکاملی انسان‌تباران در برابر طعمه‌های سریع‌ترشان در نظر گرفته می‌شود—ممکن است برای زنان آسان‌تر از مردان بوده باشد.
مطالعه‌ای دیگر دریافت که «چندین نقص روش‌شناختی همگی نتایج را در یک جهت خاص منحرف کرده‌اند… تحلیل آنان با مجموعه گسترده‌ای از شواهد تجربی دربارهٔ تقسیم کار جنسیتی در جوامع شکارچی-گردآورنده مغایرت ندارد».
برخی از گروه‌های شکارچی-گردآورندهٔ معاصر یا تاریخی که فاقد تقسیم کار جنسیتی مشخص بوده‌اند، شامل قوم آینو، آگتا، و کونگ بوده‌اند. همچنین شواهد باستان‌شناختی قابل‌توجهی از مشارکت زنان در شکار در فرهنگ‌های ماقبل تاریخ، به‌ویژه در مناطقی که امروزه به عنوان پرو شناخته می‌شود، وجود دارد.

## فرهنگ مادی

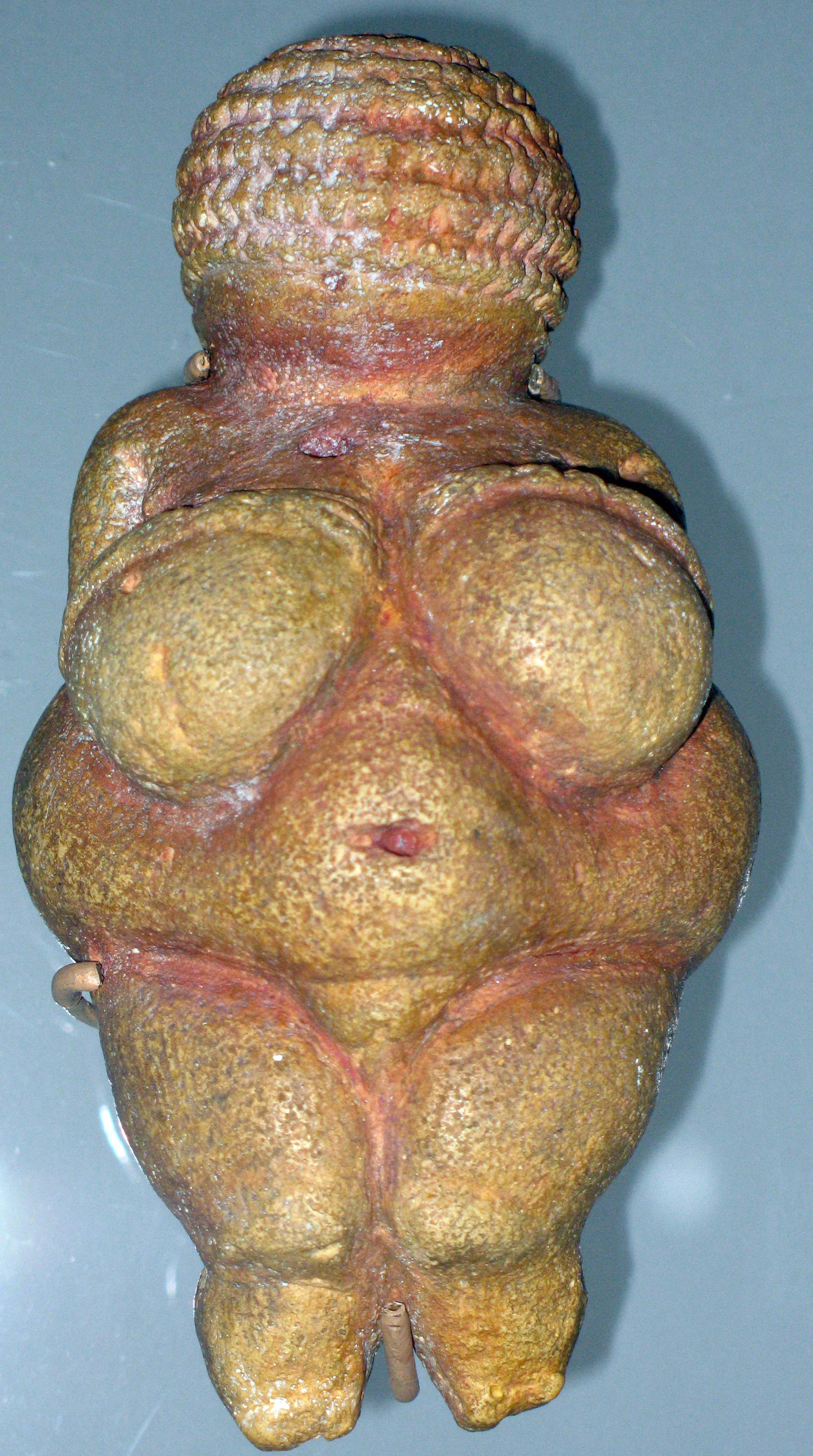
ونوس ویلندورف، c. ۲۳٬۰۰۰ پیش از میلاد

### هنر پیشاتاریخی
دورهٔ پارینه‌سنگی زبرین به دلیل نمایش گسترده‌ای از تصاویر هنری زنان شناخته شده است که به‌طور کلی تحت عنوان پیکرک‌های ونوس به‌عنوان برخی از نخستین آثار فرهنگی بشر در تاریخ دسته‌بندی می‌شوند. پیکرک‌های ونوس به‌دلیل ویژگی‌های اغراق‌شدهٔ جنسی‌شان شناخته می‌شوند که معمولاً به‌عنوان نمادهای باروری و جنسیت در نظر گرفته می‌شوند و شامل نخستین نمایش شناخته‌شده از یک انسان نیز هستند؛ این پیکره که به‌عنوان ونوس هوله فلس شناخته می‌شود، توسط انسان‌شناس نیکلاس کانارد چنین توصیف شده است: «دربارهٔ جنسیت، تولیدمثل… [این] تصویری بسیار قدرتمند از جوهرهٔ زن بودن است». پیکرک‌های شاخص دیگر شامل ونوس ویلندورف، ونوس دولنی ویستونیتسه و ونوس موراوانی هستند که همگی با تمرکز بر روی باسن، سینه‌ها و شکم متمایز می‌شوند. نمونه‌های این پیکرک‌ها عمدتاً در اروپا یافت شده‌اند، جایی که در آن زمان توسط انسان کرومانیون با فرهنگی نسبتاً پیشرفته سکونت داشته است، هرچند این اصطلاح در مناطقی دورتر مانند سیبری نیز به‌کار رفته است. نقش‌مایه‌های مشابه از دوره‌های بعدی شامل Potnia Theron است که در منطقهٔ مدیترانه و خاور نزدیک باستان دیده می‌شود.
برخی باستان‌شناسان فمینیست، مانند کیلیا وندوترینگ و لروی مک‌درموت، نگرش نگاه مردانه را در نام‌گذاری و دسته‌بندی پیکرک‌های ونوس مورد انتقاد قرار داده‌اند. این نام از نخستین پیکرک کشف‌شده، یعنی Vénus Impudique گرفته شده است. کاشف این پیکرک آن را «ونوس بی‌حیا» نامید، که این نام‌گذاری هم از دیدگاه‌های اروپاییان معاصر دربارهٔ جنسیت و هم از ارتباطی که بین آن و ونوس در اسطوره‌شناسی روم تصور می‌شد، سرچشمه می‌گیرد. این در حالی است که فرهنگ‌های پارینه‌سنگی مسئول این آثار، هزاران سال پیش از ادیان یونانی-رومی وجود داشته‌اند و هیچ اجماع مادّی و اثبات‌شده‌ای دربارهٔ معنای این پیکرک‌ها در میان پژوهشگران به دست نیامده است.
مک‌کوید و مک‌درموت پیشنهاد داده‌اند که به دلیل نحوهٔ به تصویر کشیدن این پیکرک‌ها، از جمله سینه‌های بزرگ و فقدان پاها و چهره‌ها، این تندیس‌ها توسط زنانی ساخته شده‌اند که به بدن خود نگاه می‌کردند. آن‌ها معتقدند که زنان در آن دوران به آینه دسترسی نداشتند تا تناسب‌های دقیق را رعایت کنند یا چهره‌ها و سرهای پیکرک‌ها را به‌درستی ترسیم نمایند. این نظریه همچنان اثبات یا رد نشده است، و مایکل اس. بیسون پیشنهاد داده که جایگزین‌هایی مانند چاله‌های آب می‌توانسته‌اند به‌عنوان آینه استفاده شوند.

### آیین‌های تدفین

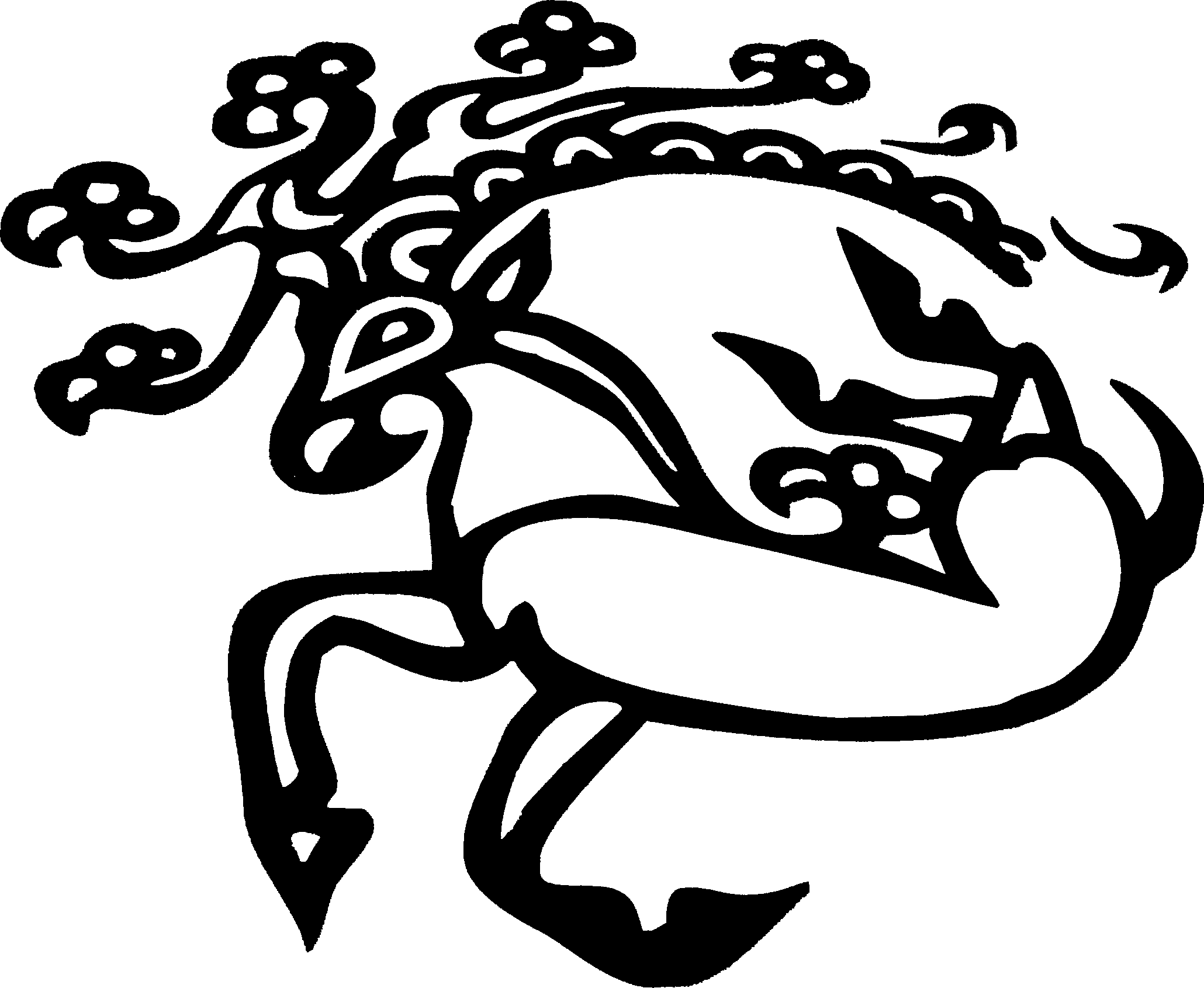
طرحی از خال‌کوبی بازسازی‌شده بر روی بازوی دوشیزه یخ‌زده سیبری، c. ۵۰۰–۴۰۰ پ.م.

لیسی و اوکوباک اظهار داشته‌اند که محوطه‌های تدفینی مربوط به پارینه‌سنگی زبرین هیچ تفاوتی میان اثاث قبر یا نحوه رفتار پس از مرگ برای مردان و زنان نشان نمی‌دهند که این امر، نبود «سلسله‌مراتب اجتماعی بر اساس جنسیت» را بیشتر تأیید می‌کند.
شواهد عمومی باستان‌شناسی نمونه‌های قابل توجهی از مقبره‌های باشکوه و آیین‌های تدفین زنان را نشان داده‌اند، از جمله موارد مشهوری مانند دختر اگتود و دوشیزه یخ‌زده سیبری. کاوش‌ها مجموعه‌ای از اشیای تدفینی به‌خوبی حفظ‌شده را آشکار کرده‌اند که شامل درفش، ملزومات دارویی، لوازم آرایشی، تور سر و اشیای تزئینی گوناگون است.

## یادداشت
1. ↑  پژوهشگرانی مانند لیسی و اکوبوک بر تمایز جنس و جنسیت در بررسی این موضوع تأکید کرده‌اند. این مقاله ممکن است از تعاریف اجتماعی واژگانی مانند «زن» یا «مؤنث» به‌صورت هم‌زمان با تعاریف زیست‌شناختی استفاده کند، زیرا اسناد مستقیمی در این زمینه وجود ندارد.